# Jancsika Károly
Jancsika Károly, (Gödöllő, 1955. november 13. –) válogatott labdarúgó, hátvéd. Jelenleg Las Vegasban él.

## Pályafutása

### A válogatottban
1983-ban 1 alkalommal szerepelt a válogatottban. Egyszeres olimpiai válogatott (1983), Háromszoros egyéb válogatott.

## Sikerei, díjai
- Magyar bajnokság
  - bajnok: 1980–81
  - 2.: 1981–82, 1982–83
- Magyar kupa (MNK)
  - győztes: 1986

## Statisztika

### Mérkőzése a válogatottban
| Magyarország | Magyarország        | Magyarország         | Magyarország | Magyarország | Magyarország | Magyarország       | Magyarország | Magyarország |
| #            | Dátum               | Helyszín             | Hazai        | Eredmény     | Vendég       | Kiírás             | Gólok        | Esemény      |
| ------------ | ------------------- | -------------------- | ------------ | ------------ | ------------ | ------------------ | ------------ | ------------ |
| 1.           | 1983. május 15.     | Budapest, Népstadion | Magyarország | 2 – 3        | Görögország  | Eb-selejtező       | -            | 43'          |
|              | 1983. szeptember 7. | Budapest, Népstadion | Magyarország | 0 – 1        | Szovjetunió  | olimpiai selejtező | -            |              |
|              | Összesen            |                      |              | 1            | mérkőzés     |                    | 0            | gól          |